# Franklin R. Chang-Diaz
Franklin Ramón Chang Díaz, född 5 april 1950 i San José, är en costaricansk-amerikansk astronaut uttagen i astronautgrupp 9 den 19 maj 1980.

## Karriär
VASIMR

## Rymdfärder
- STS-61-C
- STS-34
- STS-46
- STS-60
- STS-75
- STS-91
- STS-111